# Kecamatan Tanjungsakti
Kecamatan Tanjungsakti (indonesiska: Tanjungsakti) är ett distrikt i Indonesien.   Det ligger i provinsen Sumatera Selatan, i den västra delen av landet, 500 km nordväst om huvudstaden Jakarta.